# 波諾伊河
波諾伊河是俄羅斯的河流，位於摩爾曼斯克州科拉半島，河道全長426公里，流域面積15,500平方公里，發源自洛沃澤羅湖以東50公里的科拉半島中部，其後往東面流往白海。
波諾伊河是歐洲遊客的熱門釣魚地點，河道在11月至5月中被冰封。